# Eternal Blaze
Singles de Nana Mizuki
Wild Eyes
(2005) Super Generation
(2006)
Eternal Blaze est le 12e single de la chanteuse et seiyū japonaise Nana Mizuki sorti le 19 octobre 2005 sous le label King Records. Il arrive 2e à l'Oricon. Il se vend à 23 233 exemplaires la première semaine et reste classé 15 semaines pour un total de 48 336 exemplaires vendus.
Eternal Blaze a été utilisé comme thème d'ouverture de l'anime Magical Girl Lyrical Nanoha A's. Eternal Blaze se trouve sur l'album Hybrid Universe et sur la compilation The Museum.

## Liste des titres
| 1. | Eternal Blaze (ETERNAL BLAZE (lit. Flamme éternelle) | Nana Mizuki  | 5:08 |
| 2. | Rush&Dash! (RUSH&DASH!)                              | Bee          | 3:25 |
| 3. | Inside of Mind (lit. À l'intérieur de ma conscience) | Ryōji Sonoda | 4:42 |

Auteurs : La musique et les arrangements de la 1re chanson sont composées par Noriyasu Agematsu (Elements Garden). La musique et les arrangements de la 2e chanson sont composées par Hitoshi Fujima (Elements Garden). La musique et les arrangements de la 3e chanson sont composées par Wataru Masachi.

## Interprétation à la télévision
- MUSIC JAPAN (12 avril 2009)